# Nationale Veiligheidsraad (Verenigde Staten)

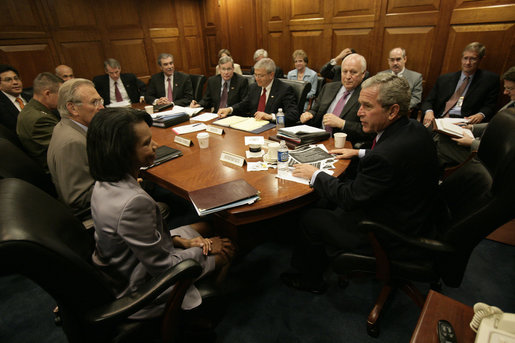
Leden van de Nationale Veiligheidsraad tijdens een vergadering in het Witte Huis in 2006. President Bush zit aan het hoofd van de tafel met aan weerskanten vicepresident Cheney en minister van buitenlandse zaken Rice

De Nationale Veiligheidsraad (Engels: National Security Council) is een orgaan dat de president van de Verenigde Staten adviseert op het gebied van het buitenlandse beleid en zaken die de nationale veiligheid aangaan.
De NSC, zoals de officiële afkorting luidt, werd bij wet (National Security Act) opgericht in 1947, tijdens de regering van Harry Truman. Leden zijn naast de president en vicepresident ook diverse ministers die het kabinet vormen alsmede andere buitenlandadviseurs van de president, zoals de nationale veiligheidsadviseur en de opperbevelhebbers van de strijdkrachten.

## Samenstelling Nationale Veiligheidsraad

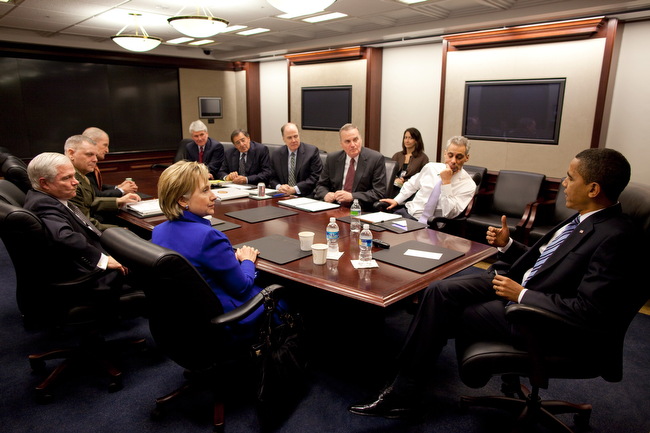
President Barack Obama tijdens een NSC-Vergadering in de Situation Room.

Volgens 50 U.S. Code § 3021 wordt de Nationale Veiligheidsraad voorgezeten door de president. Daarnaast hebben de vicepresident, de minister van Buitenlandse Zaken (Secretary of State), de minister van Defensie (Secretary of Defense), en (sinds 2007) de minister van Energie (Secretary of Energy) op grond van de wet zitting in de NSC. Ook kan de president andere ministers en onderministers bij tijd en wijle tot lid benoemen, op voorwaarde dat hun benoemingen door de Senaat bevestigd zijn.
De Chairman of the Joint Chiefs of Staff en de Director of National Intelligence zijn de wettelijke adviseurs van de NSC.